# La Désirade (kommun)
La Désirade är en kommun i det franska utomeuropeiska departementet Guadeloupe i Västindien. Kommunen ligger i kantonen Saint-François som ligger i arrondissementet Pointe-à-Pitre. År 2022 hade La Désirade 1 349 invånare. Den omfattar ön La Désirade samt Îles de la Petite-Terre söder om ön. Kommunens huvudort är Beauséjour.

## Befolkningsutveckling
| Befolkningsutvecklingen i La Désirade 1990–2021 | Befolkningsutvecklingen i La Désirade 1990–2021 | Befolkningsutvecklingen i La Désirade 1990–2021 | Befolkningsutvecklingen i La Désirade 1990–2021 | Befolkningsutvecklingen i La Désirade 1990–2021 |
| ----------------------------------------------- | ----------------------------------------------- | ----------------------------------------------- | ----------------------------------------------- | ----------------------------------------------- |
|                                                 |                                                 |                                                 |                                                 |                                                 |
| År                                              |                                                 |                                                 | Folkmängd                                       |                                                 |
| 1990                                            | 1990                                            |                                                 | 1 610                                           |                                                 |
| 1999                                            | 1999                                            |                                                 | 1 620                                           |                                                 |
| 2007                                            | 2007                                            |                                                 | 1 591                                           |                                                 |
| 2015                                            | 2015                                            |                                                 | 1 481                                           |                                                 |
| 2021                                            | 2021                                            |                                                 | 1 391                                           |                                                 |